# Avenida Scalabrini Ortiz

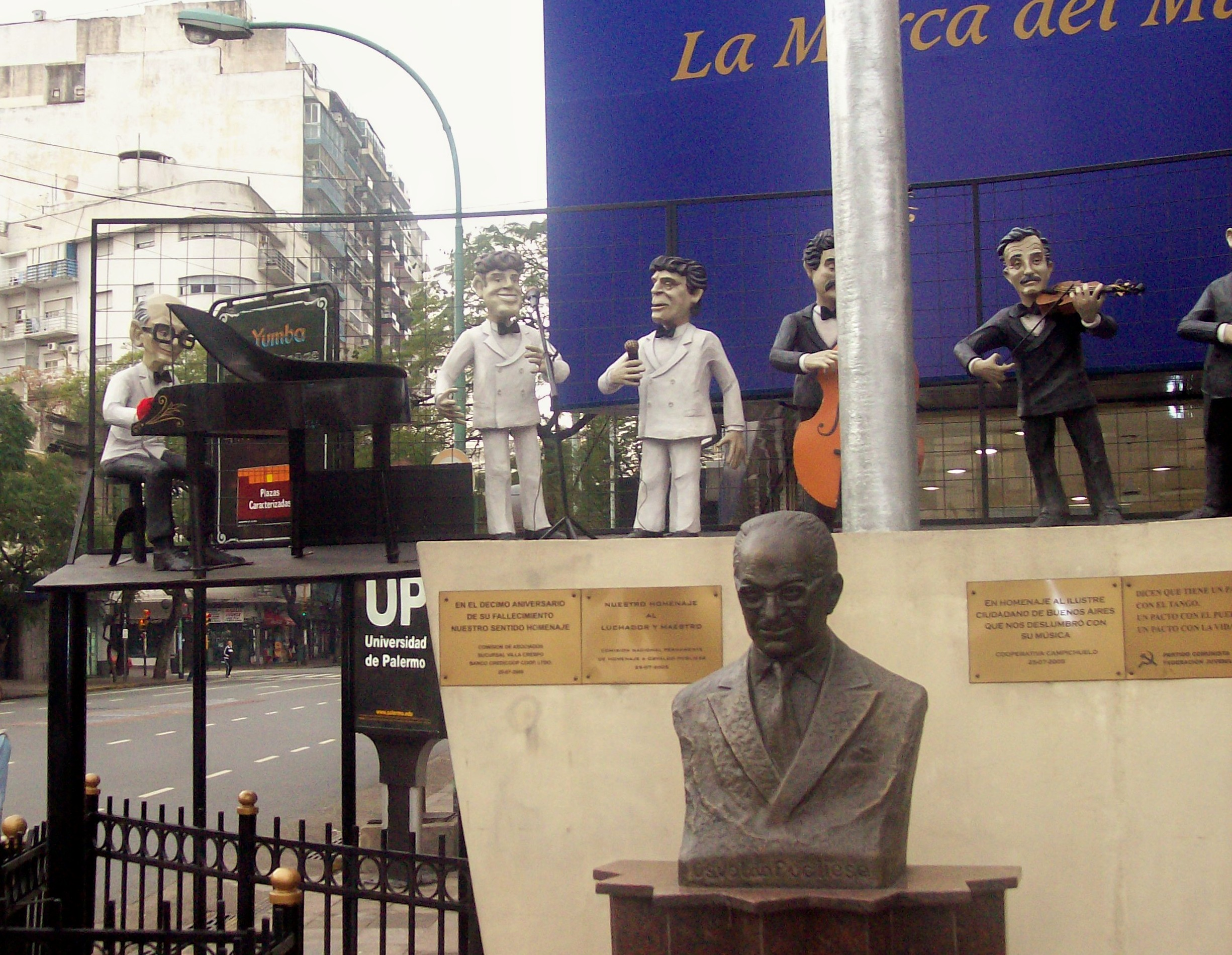
Plazoleta Osvaldo Pugliese; Av. Corrientes y Av. Scalabrini Ortiz.

La avenida Raúl Scalabrini Ortiz es una concurrida arteria vial de la Ciudad de Buenos Aires, Argentina.

## Recorrido
Se inicia en la avenida Warnes, siendo la continuación de la calle Coronel Apolinario Figueroa. Cruza la avenida Corrientes por donde transcurre la Línea B del Subte de Buenos Aires, ubicándose la Estación Malabia a menos de 100 m de la Avenida. Recorre unas 11 cuadras por el barrio de Villa Crespo, para luego cruzar la Avenida Córdoba y adentrarse en el barrio de Palermo. En el cruce con la Avenida Santa Fe se ubica la Estación Scalabrini Ortiz de la Línea D del Subte. Se corta  en Avenida del Libertador a la altura de Plaza Alemania. Sigue en la calle Castex , Termina en la avenida Figueroa Alcorta

## Historia
En 1867, cuando la avenida todavía era de tierra, se la llamó El Camino del Ministro Inglés, ya que el diplomático inglés Henry Southern la usaba para trasladarse a su casa de campo, donde vivía con su familia. Un decreto del 27 de noviembre de 1893, cambió su nombre a Canning, en tributo a George Canning, quien fue secretario de Relaciones Exteriores del Reino Unido.
Otro decreto dictado el 31 de mayo de 1974 por el gobierno de Juan Domingo Perón, cambió el nombre de Canning por el de Scalabrini Ortiz, en tributo a Raúl Scalabrini Ortiz, periodista, escritor y ensayista argentino. En 1976, tras la instauración de la dictadura militar, la calle volvió a llamarse Canning, hasta que fue restituido su nombre actual, Raúl Scalabrini Ortiz, en 1985, tras el regreso de la democracia.
Existe un proyecto de ley para que parte de la  Línea I del Subte de Buenos Aires transcurra bajo esta avenida.

## Cruces importantes y lugares de referencia
A continuación, se muestra un mapa esquemático de los principales cruces, plazas y lugares que atraviesa esta avenida.
|  |  | STR |

|  | STRq | RMKRZ | STRq |  |

|  | RMCONTgq | RMKRZ | RMq |  |

|  | CHURCH | RM |  |  |

|  | RMq | RMKRZ | RMCONTfq |  |

|  |  | RMTEEaq | STRq |  |

|  | CONTgq | RMKRZ | STRq | lNAT |

|  | CONTgq | RMKRZ | STRq | lNAT |

|  | RMq | RMKRZ | RMq |  |

|  | CONTgq | KRZ | STRq |  |

|  |  | STR + CONTg |  | lNAT |

| lNAT | RMq | KRZ | RMq |  |

|  | lNAT | STR + CONTg |  |  |

|  | STRq | KRZ | CONTfq |  |

|  | RMq | TEEe | RMq |  |

|  |  | lNAT |

|  | STRq | TEEa | CONTfq |  |

|  | RMq | KRZ | RMCONTfq |  |

|  |  | ARCH |